# Josep Lluís Sert

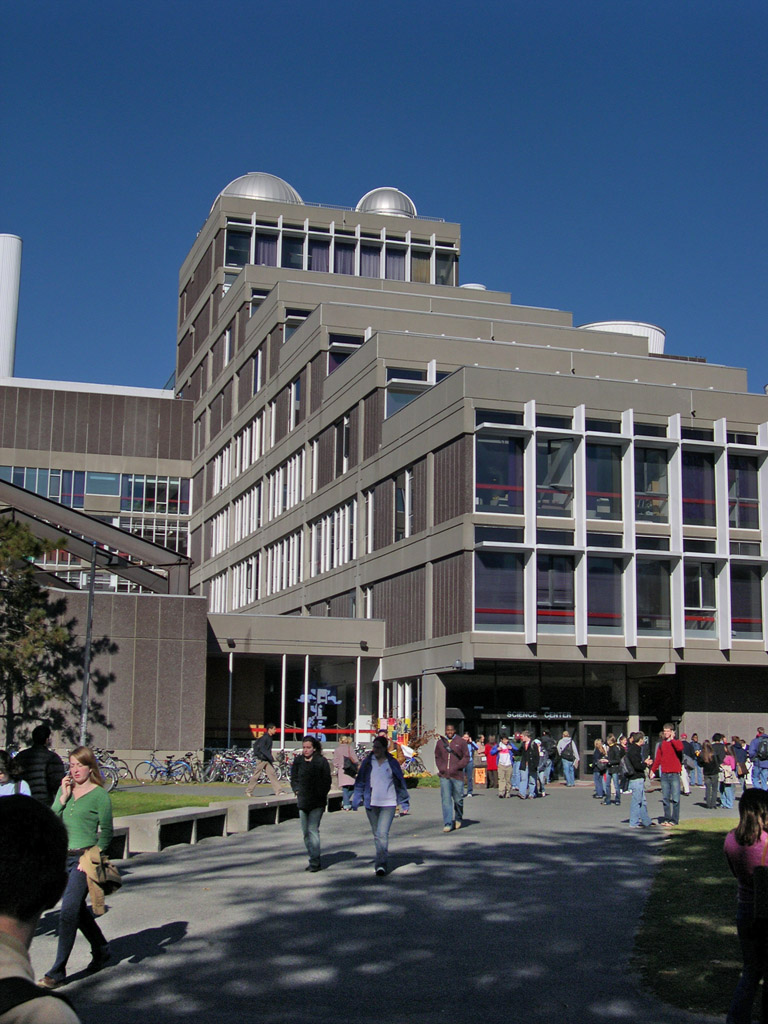
Harvard Science Center

Josep Lluís Sert i López, född 1 juli 1902 i Barcelona, död 15 mars 1983 i Barcelona, var en spansk arkitekt, en av modernismens främsta företrädare.
Sert studerade från 1923 vid Estudia en la Escuela Técnica Superior de Arquitectura de Barcelona. 1929 startade han egen arkitektverksamhet. Han arbetade också en tid med Le Corbusier i Paris. Han var delegat vid Congrès International d'Architecture Moderne och senare dess president (1947-56). Han var med att grunda den katalanska organisationen för moderna arkitekter GATEPAC. Från 1937 till 1939 bodde och arbetade han i Paris. 1939 kom han som flykting till New York där han arbetade för Town Planning Associates bland annat med stadsplaner för ett antal städer i Sydamerika. 
Han var 1953 till 1969 Dean vid Harvard Graduate School of Design. Från 1955 hade Sert arkitektkontor i Cambridge, Massachusetts.
1961 bjöd Sert in Le Corbusier till USA för att han skulle utforma Carpenter Center for the Visual Arts vid Harvard, Corbusiers enda verk i USA.

## Byggnader (urval)
- Dispensario Central antituberculoso Barcelona (1935).
- Generalplan för Barcelona (1933-35).
- Spaniens paviljong vid världsutställningen i Paris 1937.
- Fondation Maeght (1959-64) i södra Frankrike.
- Holyoke Centre i Cambridge, Massachusetts (1958-65).
- Harvard Science Center, Cambridge, Massachusetts (1969-72).
- Peabody Terrace Apartments Boston (1962-64).
- Centre d'Estudis d'Art Contemporàni, Fundació Joan Miró, Barcelona (1972-75).